# Taosa sororcula
Taosa sororcula är en insektsart som först beskrevs av Berg 1879.  Taosa sororcula ingår i släktet Taosa och familjen Dictyopharidae. Inga underarter finns listade i Catalogue of Life.